# Lannepax
Lannepax település Franciaországban, Gers megyében. Lakosainak száma 532 fő (2022. január 1.). Lannepax Courrensan, Dému, Eauze, Justian, Mourède, Ramouzens és Vic-Fezensac községekkel határos.

## Népesség
A település népességének változása:
| Lakosok száma | 744  | 652  | 610  | 554  | 518  | 493  | 494  | 507  | 512  | 532  |
|               | 1968 | 1982 | 1990 | 2006 | 2013 | 2015 | 2017 | 2019 | 2020 | 2022 |